# Movimento retilíneo
Em física, movimento retilíneo - também chamado de movimento unidimensional - é o movimento que um corpo ou ponto material executa ao deslocar-se apenas em trajetórias retas. Nesse movimento a direção do vetor velocidade é constante.

## Tipos de movimento retilíneo
Os movimentos retilíneos mais comumente estudados são o movimento retilíneo uniforme e o movimento retilíneo uniformemente variado. 

### Movimento retilíneo uniforme
No movimento retilíneo uniforme (MRU), o vetor velocidade é constante no decorrer do tempo (não varia em módulo, sentido ou direção), e portanto a aceleração é nula. O corpo, ou ponto material, se desloca em distâncias iguais e em intervalos de tempo iguais, vale lembrar que, uma vez que não se tem aceleração, sobre qualquer corpo ou ponto material em MRU a resultante das forças aplicadas é nula (primeira lei de Newton - Lei da Inércia). Uma das características dele é que sua velocidade em qualquer instante é igual à velocidade média.

### Movimento retilíneo uniformemente variado
Já o movimento retilíneo uniformemente variado (MRUV), é o movimento em que o corpo sofre aceleração constante, mudando de velocidade num dado incremento ou decremento conhecido. Para que o movimento ainda seja retilíneo, a aceleração deve ter a mesma direção da velocidade. Caso a aceleração tenha o mesmo sentido da velocidade, o movimento pode ser chamado de movimento retilíneo uniformemente acelerado. Caso a aceleração tenha sentido contrário da velocidade, o movimento pode ser chamado de movimento retilíneo uniformemente retardado.
A queda livre dos corpos, em regiões próxima à Terra, é um movimento retilíneo uniformemente variado. Uma vez que nas proximidades da Terra o campo gravitacional pode ser considerado uniforme. O movimento retilíneo pode ainda variar sem uma ordem muito clara, quando a aceleração não for constante.
É importante salientar que no MCU (movimento circular uniforme) a força resultante não é nula. A força centrípeta dá a aceleração necessária para que o móvel mude sua direção sem mudar o módulo de sua velocidade. Porém, o vetor velocidade está constantemente mudando.

## Equações dos movimentos retilíneos
Em qualquer movimento retilíneo a velocidade média é:
{\displaystyle v_{m}={\frac {\Delta s}{\Delta t}}}
E a aceleração média é:
{\displaystyle a_{m}={\frac {\Delta v}{\Delta t}}}
Para as equações, usa-se geralmente os símbolos {\displaystyle t_{o}},{\displaystyle s_{o}} e {\displaystyle v_{o}} para o tempo, a posição e a velocidade iniciais respectivamente. O símbolo {\displaystyle a} representa a aceleração, {\displaystyle t} a variável tempo, {\displaystyle s} e {\displaystyle v} representam a posição e a velocidade em um determinado instante.

### Equações do MRU

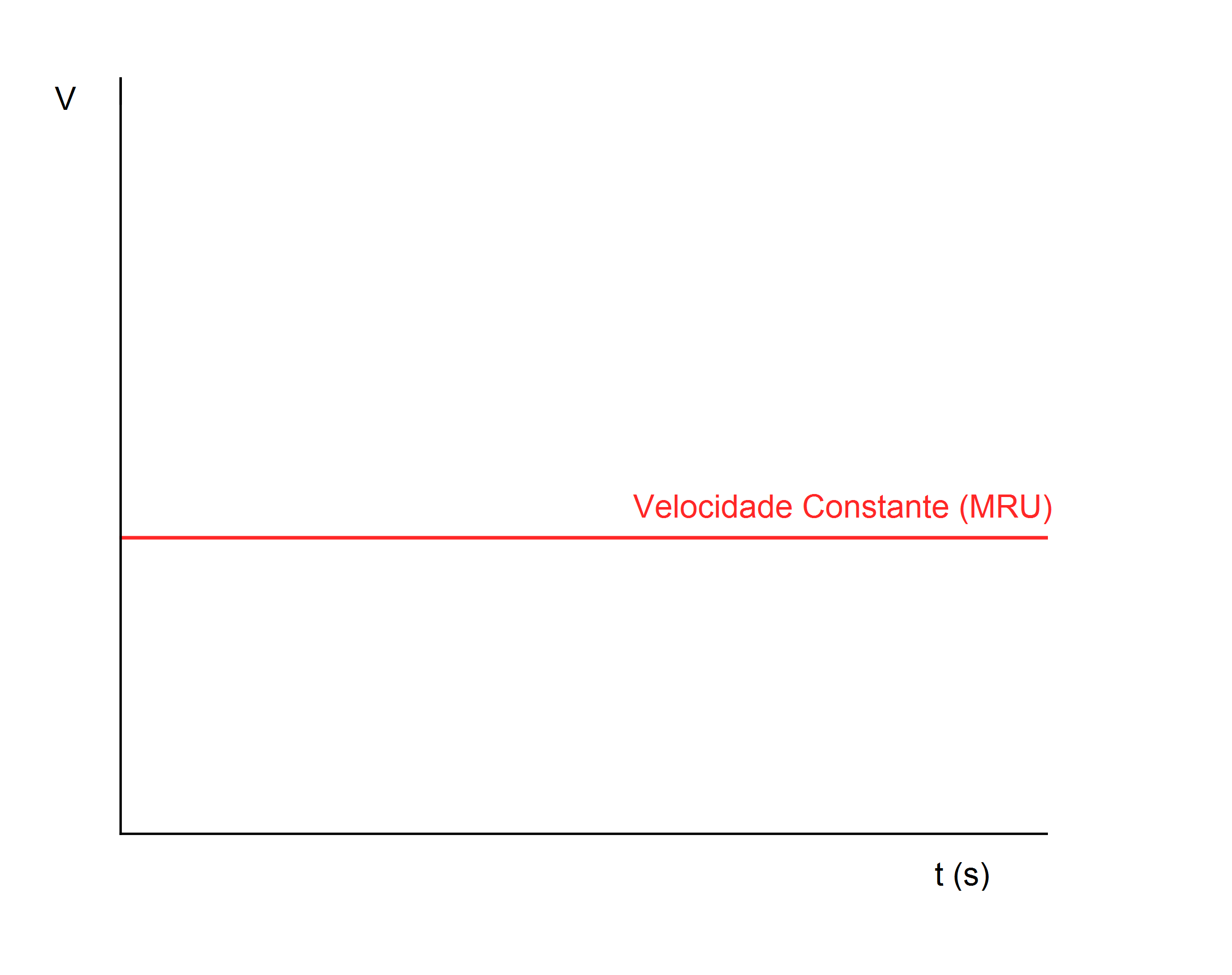
Gráfico da Velocidade em função do Tempo para o Movimento Retilíneo Uniforme. No eixo das ordenadas temos e velocidade e no eixo das abcissas temos o tempo.

Como v é constante no MRU a velocidade a qualquer instante é igual à velocidade média:
{\displaystyle v=v_{m}}
Ou seja:
{\displaystyle v={\frac {\Delta s}{\Delta t}}}
Como {\displaystyle \Delta s=\ s-s_{o}} podemos transformar a equação acima em uma função da posição em relação ao tempo:
{\displaystyle s=s_{o}+vt}
Note que a equação acima assume que {\displaystyle t_{o}=0}, se o valor inicial do tempo não for zero basta trocar {\displaystyle t} por {\displaystyle \Delta t}. Essa é uma função linear, portanto o gráfico posição versus tempo seria uma reta, e a tangente do ângulo de inclinação dessa em relação ao eixo do tempo é o valor da velocidade.

### Equações do MRUV
No caso do MRUV a aceleração é constante, portanto:
{\displaystyle a=a_{m}}
Assim:
{\displaystyle a={\frac {\Delta v}{\Delta t}}} => {\displaystyle {\Delta v}=a.{\Delta t}}
De forma similar ao que foi feito com o MRU, como {\displaystyle \Delta v=v-v_{o}} podemos escrever a função da velocidade em relação ao tempo, com a equação (1):
{\displaystyle a.{\Delta t}=v-v_{o}}
Assim,
{\displaystyle v=v_{o}+at}
Essa é uma função linear, portanto sua representação num gráfico velocidade versus tempo é uma reta. A área entre essa reta e o eixo do tempo, em um intervalo temporal é o valor da distância percorrida nesse intervalo (a figura formada será um triângulo ou um trapézio). O coeficiente angular dessa reta em relação ao eixo do tempo é o valor da aceleração.
Para se encontrar a função da posição em relação ao tempo pode-se integrar a função {\displaystyle v=v_{o}+at} em função do tempo, sabendo que a velocidadade instantânea é {\displaystyle v={\frac {ds}{dt}}}:
{\displaystyle \int _{s_{o}}^{s}ds=\int _{t_{o}}^{t}(v_{o}+at)dt}
{\displaystyle s=s_{o}+v_{o}t+{\frac {at^{2}}{2}}}
Essa nova função é quadrática representando uma parábola no gráfico espaço versus tempo. A velocidade no instante {\displaystyle t} é igual ao coeficiente angular da reta tangente à parábola no ponto correspondente a {\displaystyle t}.
Manipulando-se as equações é possível encontrar a velocidade em função do deslocamento, a chamada equação de Torricelli:
{\displaystyle v^{2}=v_{o}^{2}+2a\Delta s}
Essa equação é particularmente útil quando se quer evitar a variável tempo. Analogamente, pode-se manipular as equações anteriores para se evitar a variável aceleração, chegando-se a:
{\displaystyle \Delta s={\frac {v+v_{o}}{2}}t}